# Sepp Zeilbauer
Sepp Zeilbauer (eigentlich: Josef Zeilbauer; * 24. September 1952 in Mürzzuschlag) ist ein ehemaliger österreichischer Zehnkämpfer, der dreimal im Zehnkampf an Olympischen Spielen teilnahm.

## Karriere
Zeilbauer trat 1971 kurz vor seinem 19. Geburtstag bei den Europameisterschaften in Helsinki an und verbesserte als Fünfter mit 7841 Punkten (bzw. 7783 Punkten, in Klammern sind jeweils die Punkte nach der seit 1985 gültigen Wertung angegeben) den Landesrekord von Horst Mandl und gleichzeitig seinen eigenen Juniorenweltrekord. In diesem Wettbewerb hatte er bereits mit 2,04 m im Hochsprung den neun Jahre alten Landesrekord von Helmut Donner verbessert. Im Jahr darauf nahm er an den Olympischen Spielen 1972 in München teil und wurde mit 7741 Punkten (7694) Neunter. 1973 wechselte er von Mürzzuschlag zum ATSE Graz. In dieser Saison steigerte er den Landesrekord zweimal, in Innsbruck erzielte er 8136 Punkte (8112) und verbesserte dabei auch den Landesrekord im Weitsprung auf 7,55 m.
1974 erreichte er bei den Europameisterschaften in Rom mit 7792 Punkten (7726) den siebten Platz. 1976 gelang ihm, nun wieder für die MLG aus Mürzzuschlag startend, beim Mehrkampf-Meeting Götzis den Landesrekord auf 8310 Punkte (8219), seine fünfte und letzte Verbesserung des Landesrekordes. Mit dieser Leistung belegte er in Götzis den zweiten Platz hinter dem Deutschen Guido Kratschmer. Bei den Olympischen Spielen 1976 in Montreal wurde Kratschmer Zweiter. Zeilbauer gelang im Stabhochsprung kein gültiger Versuch, woraufhin er aufgab.
Bei den Europameisterschaften 1978 in Prag erzielte Zeilbauer 7988 Punkte (7969) und belegte den vierten Platz. Auf die Bronzemedaille von Siegfried Stark aus der DDR hatte er allerdings über 200 Punkte Rückstand. 1980 erreichte er bei den Olympischen Spielen in Moskau den fünften Rang mit 8007 Punkten (7989), einen Platz hinter seinem Landsmann Georg Werthner.
Zeilbauer wurde 1973, 1974, 1976, 1978 und 1981 Österreichischer Meister im Zehnkampf, wobei er zusammen mit Werthner über ein Jahrzehnt den Zehnkampf in Österreich dominierte. Neben dem Zehnkampf gewann Zeilbauer weitere Meistertitel: 1971 im Fünfkampf, 1974, 1978 und 1979 im 110-Meter-Hürdenlauf sowie 1975 und 1976 im Stabhochsprung.
Im Gegensatz zu Georg Werthner war Zeilbauer auch beim Mösle Mehrkampf-Meeting in Götzis recht erfolgreich. Bei sechs Starts von 1976 bis 1981 gewann er zweimal, 1977 und 1981, und wurde je einmal Zweiter und Dritter. Er trug damit wesentlich zur Beliebtheit dieses Meetings in Österreich bei.
1975, 1977 und 1979 gewann Zeilbauer den Zehnkampf bei der Universiade. 1981 schloss er sein Studium ab und beendete seine Karriere.
Sepp Zeilbauer ist 1,92 m groß und wog in seiner aktiven Zeit 93 kg. Er war Lehrer am Bundesgymnasium und Bundesrealgymnasium Oeversee in Graz für die Fächer Sport und Philosophie und hält Leichtathletik-Lehrveranstaltungen an der Karl-Franzens-Universität Graz ab.

## Bestleistungen
- 100 Meter: 10,91 s (1973)
- Weitsprung: 7,55 m (1973)
- Kugelstoßen: 16,37 m (1979)
- Hochsprung: 2,11 m (1979)
- 400 Meter: 48,54 s (1973)
- 110 Meter Hürden: 14,31 s (1979)
- Diskuswurf: 46,46 m (1978)
- Stabhochsprung: 4,90 m (1977)
- Speerwurf: 66,56 m (1978)
- 1500 Meter: 4:19,0 min (1970)
- Zehnkampf: 8219 Punkte (1976) (nach damaliger Punktwertung 8310 Punkte)